# María Madre
María Madre (spanisch Isla María Madre) ist die größte und einzige bewohnte Insel der mexikanischen Islas Marías im Pazifischen Ozean. Administrativ gehört sie zum Municipio San Blas im Bundesstaat Nayarit.

## Geographie
María Madre liegt etwa 70 km vor der Westküste Mexikos im Nordwesten der Islas Marías. Ihr 5 km nordwestlich vorgelagert ist das Eiland San Juanito, 4 km südöstlich von ihr liegt Isla María Magdalena, die zweitgrößte Insel des Archipels. María Madre ist knapp 21 km lang, bis zu 11,4 km breit und weist eine Fläche von 145,28 km² auf. Sie erreicht eine Höhe von 616 m über dem Meer und hat 1116 Einwohner, von denen mehr als die Hälfte (602 Einwohner) im Ort Puerto Balleto an der Ostküste lebt.

### Siedlungen
Die nachfolgende Tabelle listet alle Orte der Insel auf. Die übrigen Inseln der Gruppe weisen keinerlei Siedlungen auf.
| Ort                                         | Bevölkerung (Zensus 2005) | Koordinaten                   |
| ------------------------------------------- | ------------------------- | ----------------------------- |
| Punta el Morro                              | -                         | 21° 41′ 45″ N, 106° 39′ 19″ W |
| Venustiano Carranza (Serradero, Aserradero) | -                         | 21° 40′ 45″ N, 106° 36′ 45″ W |
| Campamento Cica (Bugambilias)               | 190                       | 21° 40′ 15″ N, 106° 37′ 45″ W |
| Campamento Nayarit                          | 51                        | 21° 39′ 0″ N, 106° 32′ 20″ W  |
| Campamento Rehilete                         | 71                        | 21° 38′ 44″ N, 106° 32′ 29″ W |
| Puerto Balleto (Isla María Madre)           | 602                       | 21° 37′ 58″ N, 106° 32′ 32″ W |
| Zacatal                                     | -                         | 21° 37′ 44″ N, 106° 35′ 26″ W |
| Camarón                                     | -                         | 21° 37′ 26″ N, 106° 37′ 55″ W |
| Campamento Hospital (Veinte de Noviembre)   | 53                        | 21° 37′ 34″ N, 106° 31′ 55″ W |
| Las Antenas                                 | 2                         | 21° 37′ 15″ N, 106° 36′ 18″ W |
| Campamento Morelos (José María Morelos)     | 98                        | 21° 36′ 4″ N, 106° 30′ 47″ W  |
| Campamento San Juan Papelillo               | 18                        | 21° 35′ 30″ N, 106° 36′ 26″ W |
| Borbollón (Borbollones)                     | -                         | 21° 34′ 15″ N, 106° 31′ 0″ W  |
| Campamento Laguna del Toro                  | 31                        | 21° 34′ 8″ N, 106° 32′ 37″ W  |
| Punta Halcones                              | -                         | 21° 32′ 45″ N, 106° 32′ 30″ W |
| Isla María Madre                            | 1116                      | 21° 36′ 57″ N, 106° 34′ 42″ W |

Jede Siedlung ist von einer anderen wirtschaftlichen Tätigkeit geprägt. Die Hauptsiedlung ist, wo die Verwaltung sowie die meisten Einkaufsmöglichkeiten und Freizeitaktivitäten angesiedelt sind. Puerto Balleto wird in vier Ortsteile (jefaturas) gegliedert:
1. Balleto, 21° 38′ 2″ N, 106° 32′ 21″ W
2. Bellavista, 21° 38′ 19″ N, 106° 32′ 30″ W
3. Unit Habitacional Miguel Hidalgo (UHMH), 21° 38′ 13″ N, 106° 32′ 26″ W
4. Primero de Mayo, 21° 38′ 20″ N, 106° 32′ 23″ W

## Geschichte
Die Insel wurde 1532 durch Diego Hurtado de Mendoza, einen Cousin von Hernán Cortés, für Europa entdeckt und nach Maria, der Mutter Jesu von Nazaret, benannt. Besiedelt wurde die Insel jedoch erst im 19. Jahrhundert, zuvor diente sie als Unterschlupf für Piraten. 1905 wurde auf ihr eine Strafkolonie, die Colonia Penal Federal Islas Marías errichtet, die 2003 geschlossen, 2004 jedoch wieder in Betrieb genommen wurde, um die überfüllten mexikanischen Gefängnisse zu entlasten.

## Tierwelt (Fauna)
María Madre ist eine der beiden Inseln, auf denen der für die Islas Marías endemische Tres-Marias-Waschbär (Procyon lotor insularis), eine Unterart des Waschbären, vorkommt. Die ebenfalls endemische Tres-Marias-Hirschmaus (Peromyscus madrensis) ist von María Madre wegen eingeführter Ratten jedoch weitgehend verdrängt. Die Nelson-Reisratte wurde seit 1897 nicht mehr nachgewiesen und gilt als ausgestorben.